# Chronogaster tenuis
Chronogaster tenuis är en rundmaskart. Chronogaster tenuis ingår i släktet Chronogaster och familjen Leptolaimidae. Arten är reproducerande i Sverige. Inga underarter finns listade i Catalogue of Life.